# Eustala uncicurva
Eustala uncicurva är en spindeartl som beskrevs av Pelegrín Franganillo Balboa 1936. 
Eustala uncicurva ingår i släktet Eustala och familjen hjulspindlar. Artens utbredningsområde är Kuba. Inga underarter finns listade i Catalogue of Life.